# 麥格勞斯維爾 (印地安納州)
麥格勞斯維爾（英語：McGrawsville）是位於美國印地安納州邁阿密縣的一個非建制地區。該地的面積和人口皆未知。

## 地理
麥格勞斯維爾位於41°16′44″N 85°47′24″W / 41.27889°N 85.79000°W。